# Björkö skärgård
Björkö skärgård ligger i Kvarkens havsområde. Här är avståndet mellan Sverige och Finland som kortast och därför är en viktig postering för transporter mellan länderna. Björköborna har länge anlitats som lots för människor och för att frakta post. 
De största holmarna - Lappören, Slåttskär och Rönnskär - har historiskt sett fungerat som slåtter- och betesmarker för får.  På en del av holmarna förekommer fortfarande traditionellt fårbete. 
Tack vare gallring och bete har naturen och skogen i Björkö skärgård hållits öppen och ljus. Här finns fortfarande vidsträckta, glesa björkskogar. Där granen inte hunnit ta över finns flera ovanliga svampsorter, insekter och fåglar, däribland den vitryggiga hackspetten som är utrotningshotad i Finland på grund av bristen på mat och boplatser. Här häckar även havsörnen, som besökaren ofta kan se cirkla över holmarna. 
Den varierande topografin skapar mycket skiftande natur; från träsk, myrar och kärr till karga stenrösen och hedar med risvegetation.